# Apollo miniműhold

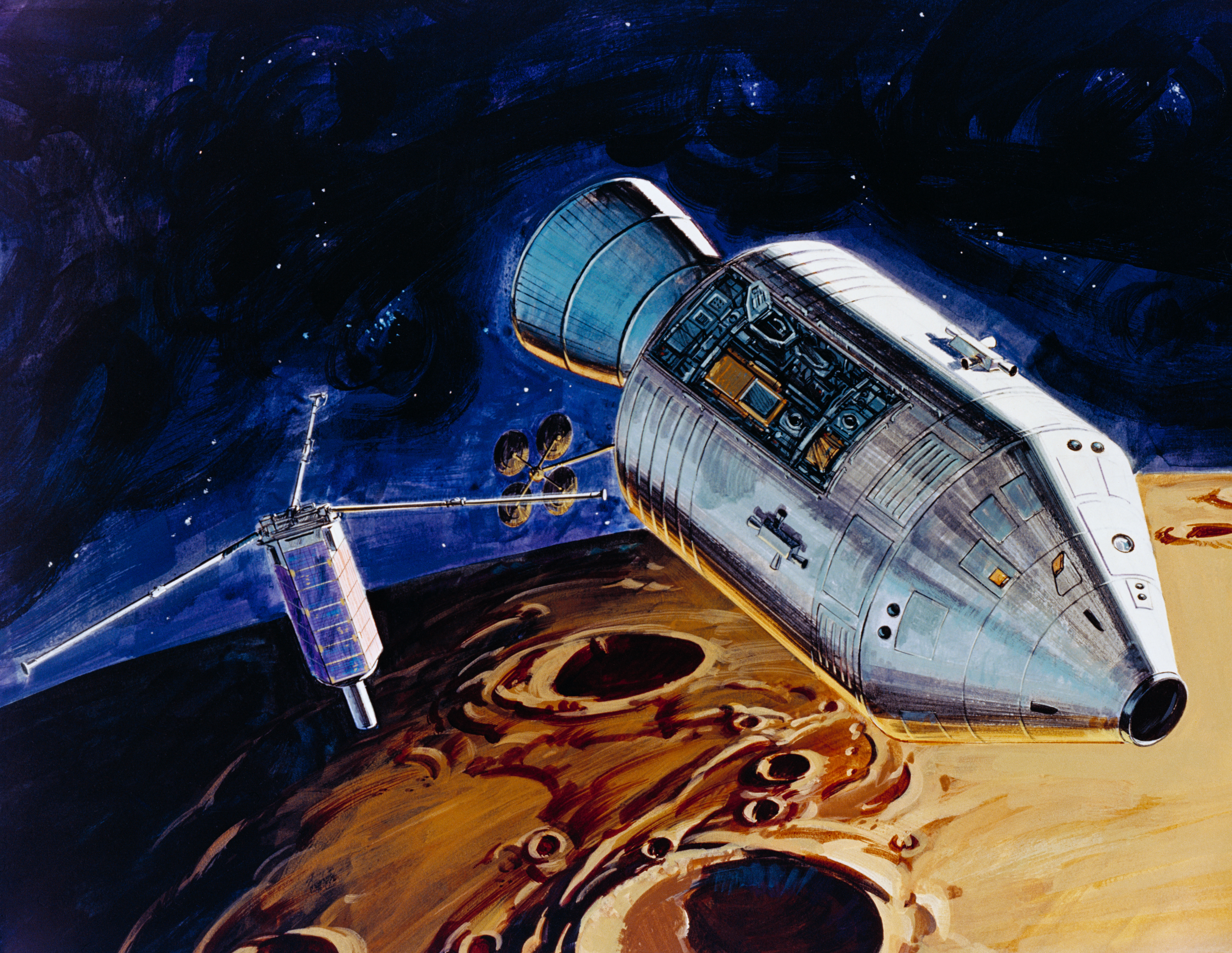
Művészi koncepció az Apollo űrhajóról indított holdi műholdról

Az Apollo miniműhold, vagy hivatalosabb nevén PFS–1 és PFS–2 műhold (angolul: Particles and Fields Subsatellite) az Apollo-program késői repülésein alkalmazott tudományos űrszonda volt, amelyet az Apollo űrhajók tudományos célra kialakított SIM rekeszéből bocsátottak Hold körüli pályára, hogy ott több hónapig tartó repülése során a Holdat körülvevő plazma, részecske és mágneses mezejének, valamint gravitációs terének mérésével egészítse ki adatokkal az égitest komplex feltérképezését. Működése során az Apollo–15-ről és az Apollo–16-ról útjára engedett műhold a plazma és a töltött részecskék intenzitását és a mágneses mezők irányultságát mérte, illetve adatokat szolgáltatott a szonda gravitációs mező változásai miatti apró sebességváltozásairól. 
A két mesterséges hold közül az Apollo–15-ről indított PFS–1 1971. augusztus 4. és 1973. január között végzett méréseket, míg az Apollo–16 PFS-2-ese rövidebb élettartamú volt, 1972. április 24. és május 29. között működött.

## Története
Amikor az Apollo-programhoz elfogadták a LOR koncepciót mint a megvalósítás végleges módozatát, a NASA még csak azzal számolt, hogy a repülések egy – ábécérendben meghatározott – sorozatán át jut el az ún. G típusú repülésig, azaz az ember Holdra szállásáig. Azonban amint nyilvánvalóvá vált, hogy a NASA képes lesz leszállni a Holdon, valamint a folytatásra is elegendő legyártott hardverrel rendelkezik, megszületett a küldetések – szintén ábécérend szerinti – kiterjesztése is a tudományos kutatóexpedíciók felé. Ezek sorában az I és a J típusú repülések képviselték a legfejlettebb szintet.
Az I típusú repüléssel az űrhivatal a felszínre leszálló küldetések mellett egy Hold körüli pályán végrehajtott expedíciótípust is kívánt indítani. Tette mindezt azért, mert a leszállóegységek csak lokális – kis, sokszor elszigetelt területeket elérő – kutatásokat tettek lehetővé, a globális megfigyelések (pl. az ásványi anyagok előfordulására, vagy az égitest mágneses vagy gravitációs terére vonatkozóan) nem voltak lehetségesek. Ezért egy olyan küldetéstípust vezetett be a rendszerbe az űrhivatal, amelyben egy csak parancsnoki egységgel végzett repüléssel, a Hold körüli pályáról végezhettek méréseket az űrhajósok. A program előrehaladtával azonban ezt a küldetéstípus törölték, illetve teljesen átalakították. Abból a felismerésből, hogy a felszínen dolgozó társaira várakozó parancsnokiegység-pilóta tudományos szempontból lényegében tétlen, inkább ennek a kapacitásnak a felhasználhatóságát kezdték vizsgálni, majd a független I repülést beolvasztották a normál leszálló küldetések programjába. Az új elképzelés szerint a parancsnoki hajó műszaki egységének üres tereibe építettek műszereket és ezekkel végezte el a globális megfigyeléseket a parancsnoki modul pilótája. Az I repülés így három expedíció – az Apollo–15, azApollo–16 és az Apollo–17 – kutatási betétprogramjává vált, önállóan ilyen típusú küldetés nem indult, hanem a J típusú repülések részévé vált.
Az ilyen módon kiegészült J repülésekre a NASA kissé áttervezte az Apollo űrhajót, és felszerelte egy ún. SIM rekesszel, amely beépített műszerekkel rendelkezett. Illetve ez a részegység fogadta magába azt a mai terminológiával miniműholdnak nevezett, űrbeli indítású űreszközt, amelyet a fenn keringő űrhajósok indíthattak Hold körüli pályára, hogy az aztán a távozásuk után még hosszabb ideig önállóan repülve hosszabb időtávon is adatokat gyűjtsön.

## Kialakítása
Kialakítását tekintve a műhold egy hatszög alapú henger volt, amelynek az alapjánál (a hatszög két ellentétes csúcsa között) 36 cm, míg a hosszánál 78 cm volt a legnagyobb kiterjedése. A henger egyik alapjánál felszereltek 3 db 1,5 méter hosszú kihajtható rudat (ezek a SIM műszerrekeszben behajtva foglaltak helyet és a pályára álláskor rugós mechanizmus aktiválta őket, hogy a szonda testének hossztengelyével 90 fokos szöget zárjanak be). Az egyik rúd végére egy fluxgate magnetométert szereltek, amely a mágneses mezőre vonatkozó méréseket végezte, míg a másik két rúd végén ellensúlyok helyezkedtek el, hogy stabilizálni tudják a szondát a keringése közben. A szonda átellenes végén a hatszög alapra egy fémhengert szereltek, amely a szonda pályára állításához kellett, ez a SIM rekeszben egy rugós mechanizmushoz volt erősítve, amely a kibocsátásakor aktiválódott és a saját hossztengelye körüli pörgésbe állította a műholdat, hogy stabilizálja a a repülését. A szonda belsejébe egy imbolygás csillapítót építettek, amely a szerkezet precessziós és bólintás irányú kilengéseit hárította. Szinten a szonda ugyanezen oldalán egy S-sávú antennát szereltek fel, amellyel a rádiókapcsolatot tartotta az eszköz a Földdel. A rádióadó 128 bit/s adatátviteli sebességet biztosítottak az adatok továbbításakor.
A szonda hat oldalát napelemek borították, amelyek együttesen 24 W energiát szolgáltattak a napos félteke felett repülve, amelyek akkumulátorokkal a teljes holdi keringés során 14 W átlagteljesítményt szolgáltattak. Az akkumulátorok 11 kadmium cellából álltak. Az adatok rögzítését egy mágneses központi memória szolgálta, amelynek tárkapacitása 49 152 bit volt arra az időre, amikor a szonda a Hold mögött repülve nem volt képes közvetlenül továbbítani a méréseit. Két szilárd részecskedetektor kapott helyet még az űreszköz egyik alaplemezén, amelyeket négy részecske elemző egység elemzett ki.
A pályára állított űreszköz hossztengelye és pörgési tengelye közel merőleges volt az ekliptika síkjára és a pályára állítás, majd a rudak kibocsátását követően 12 fordulat/perc sebességen állandósult a forgása (kibocsátáskor 140 fordulat/perc volt a forgás, majd a rudak kiterjesztésével - a karjait kibocsátó műkorcsolyázóhoz hasonlóan – lassult le és állandósult a 12 ford/perc értéken).

## Repülései

### PFS–1

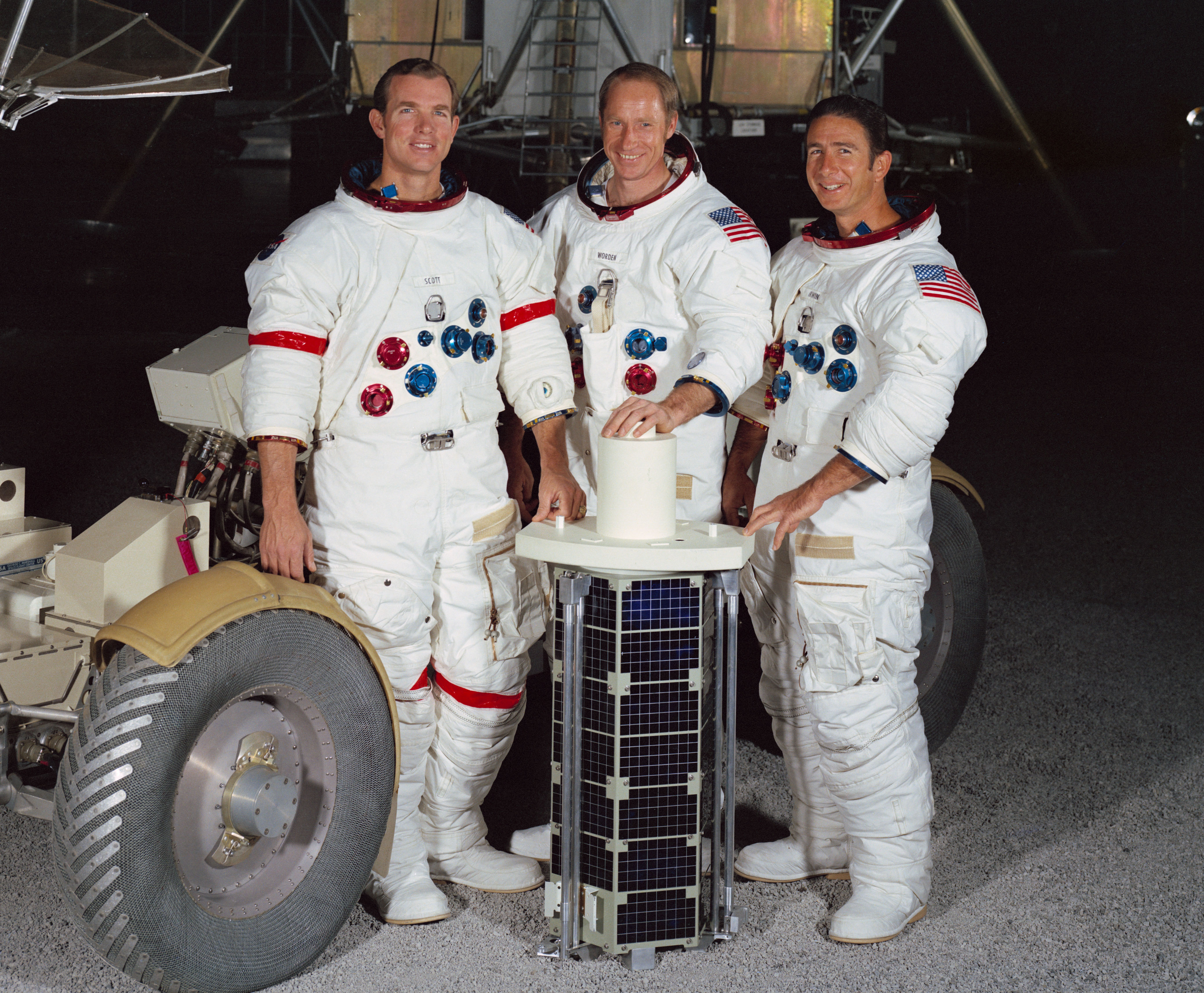
Az Apollo–15 űrhajósai a holdjáró előtt pózolnak az általuk pályára bocsátandó PFS–1 miniműholddal

A PFS–1-et az Apollo–15 vitte magával és 1971. augusztus 4-én 21:00:31-kor (UTC) indították el az űrhajósok, miután a parancsnok és a holdkomppilóta visszatért a holdfelszínről a parancsnoki űrhajóba. Az indításkor a szonda relatív sebessége az anyaűrhajóhoz képest 1,2 m/sec volt, amelyet a rugós kibocsátó mechanizmustól kapott, illetve ugyanez a mechanizmus indította el a saját tengely körüli forgását. A forgástengely nagyjából 1 fokon belül volt merőleges az ekliptika tengelyére. Egy Hold körüli keringést 120 perc alatt teljesített a műhold az óramutató járásával megegyező irányban (ha északról tekintünk a keringési síkra). Kezdetben a pálya holdközelpontja 102 km, a holdtávolpont pedig 139 km volt, miközben a pályahajlás 28,5°-os volt a holdi egyenlítő síkjához képest, bár a gravitációs perturbációk hamarosan jelentősen megváltoztatták a kezdeti pályát.
A műhold közel 6 hónapnyi időtartamban szolgáltatott adatokat keringése közben, majd 1972 februárjában két elektromos hiba is felmerült, amelynek folytán az adatkapcsolat nagyrészt elveszett. A megmaradt adattovábbító rádiócsatornákon folyt tovább a forgalmazás 1972 júniusa és 1973 január között csökkentett teljesítménnyel, amikor is az irányítás megszakította a kapcsolatot. A feltételezések szerint a műhold keringése később lelassult és becsapódott a holdfelszínben, ismeretlen helyen.

### PFS–2
Az Apollo–16 által magával vitt PFS–2 1972. április 24-én startolt a Casper parancsnoki hajó SIM rekeszéből, 21:56:09-kor (UTC). Ezúttal a forgástengely kissé jobban, 5,5 fokkal tért el az ekliptika síkjától, mivel az indítás előtt szükség lett volna az anyaűrhajóval egy kisebb pályakorrekcióra annak SPS főhajtóművével, ám mivel a repülés jóval korábbi szakaszában felmerült a gyanú, hogy a hajtómű vezérlése hibás lehet, inkább nem kockáztattak vele egy ilyen kisebb jelentőségű manővert és a hazavezető irányra való gyújtásra tartalékolták azt. A pályakorrekció elmaradása miatt a műhold pályája és állászszöge kissé eltért az optimális helyzetet jelentő tervektől. A pálya kezdeti holdközelpontja 90 km magasan, a holdtávolpontja 130 km magasan húzódott, míg a pályahajlás 10 fokos lett a holdi egyenlítőhöz képest. A keringési idő a PFS–1-hez hasonlóan 120 perces volt. A pályaelemek ez esetben is jelentősen változtak a gravitációs perturbációk miatt. Mivel a pályára bocsátás nem volt optimális, ezért a szonda sokkal hamarabb lassult és a pályája sokkal hamarabb degradálódott, így mindössze 34 napot töltött keringésben, amikor 34 nap keringést követően becsapódott a holdfelszínbe. Az utolsó rádiójelet 1972. május 29-én 20:31-kor (UTC) vették a szonda felől.